# دنیل مارش
دنیل جون مارش (انگلیسی: Danielle June Marsh؛ زادهٔ ۱۱ آوریل ۲۰۰۵) که با نام دنیل (کره‌ای: 다니엘) شناخته می‌شود، خواننده کره‌ای استرالیایی است. او حرفه خود در صنعت سرگرمی را در کودکی با حضور در تلویزیون آغاز کرد، پیش از اینکه در سال ۲۰۲۲ به عنوان عضو گروه دخترانه کره‌ای نیوجینز فعالیتش را آغاز کند. در سال بعد، مارش دوبله کره‌ای شخصیت آریل در لایو اکشن اقتباسی از فیلم پری دریایی کوچولو (۱۹۸۹) را انجام داد.

## زندگی و حرفه

### ۲۰۰۵–۲۰۲۱: اوایل زندگی و حضور در تلویزیون
دنیل جون مارش، با نام دیگر مو جی‌هه (کره‌ای: 모지혜) زادهٔ ۱۱ آوریل ۲۰۰۵ در نیوکاسل، نیو ساوت ولز، استرالیا از پدر استرالیایی و مادر اهل کره جنوبی است. در سال ۲۰۱۱، مارش نخستین حضور تلویزیونی خود را در برنامه مهدکودک رنگین‌کمان شبکه تی‌وی‌ان انجام داد. او در سال ۲۰۱۲ در شینهوا برادکستینگ و آشپزخانه بازی جسی حضور پیدا کرد. مارش برای تحصیل در مدرسه ابتدایی به استرالیا بازگشت. او در سال سوم راهنمایی، کارآموز شد.

### ۲۰۲۲–اکنون: آغاز فعالیت با نیوجینز و بازیگری
در ۱ ژوئه ۲۰۲۲، ادور با انتشار سه ویدئوی انیمیشنی اعلام کرد که گروه دخترانه‌ای جدید به نام نیوجینز تشکیل خواهد داد. در ۲۲ ژوئیه ۲۰۲۲، مارش به عنوان عضوی از گروه با انتشار موزیک ویدئوی «attention»، که همچنین در ترانه‌سرایی آن نیز نقش داشت، فعالیتش را آغاز کرد. این ترانه در صدر جدول دیجیتال گائون قرار گرفت.

## تبلیغات
در ژانویه ۲۰۲۳، بربری اعلام کرد که مارش قراردادی با آنها به عنوان یکی از سفیران بین‌المللی این برند امضا کرده است. در مارس ۲۰۲۳، مارش سفیر برند وای‌اس‌ال بیوتی شد و در یک کمپین تبلیغاتی برای رژ لب Candy Glaze این برند حضور پیدا کرد. در مارس ۲۰۲۴، مارش سفیر بین‌المللی برند سلین شد.

## ترانه‌شناسی

### تک‌آهنگ‌ها
| عنوان                         | سال  | بالاترین جایگاه جدول | آلبوم             |
| عنوان                         | سال  | KOR Down.            | آلبوم             |
| ----------------------------- | ---- | -------------------- | ----------------- |
| «بخشی از دنیای تو» (저곳으로) | ۲۰۲۳ | ۴۷                   | پری دریایی کوچولو |

## فیلم‌شناسی

### فیلم
| سال  | عنوان             | نقش  | توضیحات     | منابع  |
| ---- | ----------------- | ---- | ----------- | ------ |
| ۲۰۲۳ | پری دریایی کوچولو | آریل | دوبله کره‌ای | [ ۱۶ ] |

### تلویزیون
| سال  | عنوان             | نقش  | منابع |
| ---- | ----------------- | ---- | ----- |
| ۲۰۱۱ | مهدکودک رنگین‌کمان | خودش | [ ۶ ] |
| ۲۰۱۲ | شینهوا برادکستینگ | خودش | [ ۶ ] |
| ۲۰۱۲ | آشپزخانه بازی جسی | خودش | [ ۴ ] |